# Margaret Dixon McDougall
Margaret Dixon McDougall (Belfast, 26 de dezembro de 1828 Seattle, 22 de outubro de 1899) foi uma escritora irlandesa.